# Хазін Михайло Григорович
Михайло Григорович Хазін (нар. 23 жовтня 1932, Пражила, Сорокський повіт, Бессарабія) — молдовський письменник, журналіст, дитячий поет та перекладач.

## Життєпис
Михайло Хазін народився у бессарабському селі Пражила (тепер Флорештського району Молдови) у 1932 році. Навчався у початковій єврейській школі. У роки німецько-радянської війни — із сім'єю перебував у евакуації в уральському містечку Орськ, навчався у середній школі у сусідньому поселенні Соцмістечко. Батько загинув внаслідок нещасного випадку в трудовій армії там же 1943 року.
Після закінчення німецько-радянської війни сім'я повернулась до Молдови та оселилася в містечку Сороки (нині центр Сороцького району), де майбутній літератор в 1950 році закінчив середню школу імені О. С. Пушкіна (вчився в одному класі з Рувеном Давидовичем та Олександром Маркусом). 1955 року Михайло Хазін закінчив філологічний факультет Кишинівського державного університету і незабаром почав писати вірші для дітей. Дебютував літературознавчими статтями у кишинівському журналі «Жовтень» 1955 року.
Член Спілки письменників СРСР. Був членом редколегії журналу «Кодри», головою Пушкінського товариства Молдови. Окремі нариси опублікував на їдиші (журнал «Совєтіш Геймланд») та молдовській мові (журнал «Ністру»). З 1994 року проживає в Бостоні в США, працював редактором «Антифашистського вісника», публікується в американській російськомовній пресі, а також на їдиші в газеті « Форвертс».
Михайло Хазін — автор кількох книг художньої прози, есеїстики, дитячої поезії, у тому числі «Хлопчик і велика година» (1977), «Вічна мітка» (1982), «Твоєю мовою наповнена ця межа…» (1987), «Єврейське щастя» "(2007), літературознавчих праць про творчість Олександра Пушкіна та численних перекладів із сучасної молдовської літератури — прози, поезії та драматургії. Серед перекладених ним молдавських авторів — Йон Друце, Володимир Бешляге, Іон Костянтин Чобану, Ліві Даміан, Роман Лунгу, Ауреліу Бусуйок, Борис Влестару, Думітру Матковський, а також Микита Стенеску (з румунської), Олександр Білоусов, Борис Карлофф (псевдонім поета та лінгвіста Дов-Бер Керлера), Іцик Мангер та Іхіл Шрайбман (з їдиша), англійські поети XIX—XX століть. Написав слова до «Ораторії пам'яті Андрія Сахарова» композитора Давида Гершфельда.

## Родина
- Перша дружина (до 1965 року) — Любов Семенівна Вірна (1933—2014), філолог, бібліотекарка, другим шлюбом одружена з поетом Наумом Коржавіним.[2]
  - Донька — Олена (?-1999).
- Друга дружина — журналістка та літераторка Людмила Кантор-Хазіна, авторка книг оповідань «Записки майже старої діви, або відпустка по палаючій путівці за часів розвиненого соціалізму» (2005) та «Визнання московської красуні» (2010)[3][4][5].

## Книги
- Клякса (історії для дітей). Кишинів: Картя молдовеняске, 1964. — 51 с.
- Літери, які зростають (оповідання для дітей). Ілюстрації Якрва Авербуха. Кишинів: Картя молдовеняске, 1967. — 32 с.
- Brazda nemuririi: Schiţe documentare. Кишинів: Картя молдовеняске, 1967.
- Трудівники слова (нариси про письменників). Кишинів: Картя молдовеняске, 1968. — 194 с.
- Мистецтво ріднить народи. L'art rapproche les peuples. Кишинів, 1968. — 35 с.
- Саджанці (оповідання для дітей). Ілюстрації Якова Авербуха. Кишинів: Картя молдовеняске, 1969. — 108 с.
- Яблуня і жменю землі. Кишинів: Картя молдовеняске, 1974. — 243 с.
- Litere vii: Povestiri. Переклад молдавською мовою Р. Лунгу. Кишинів: Луміна, 1975.
- Кишинів. Столиця радянської Молдови. Путівник російською, молдавською та англійською мовами. Кишинів: Тімпул, 1976. — 111 с.
- Хлопчик і великий годинник (оповідання та нариси). Кишинів: Картя молдовеняске, 1977. — 206 с.
- Жовтень, Дністер, Кодри: вибране. Укладачі Михайло Хазін та Юрій Греков. Кишинів: Література артистике, 1978.
- Кишинів (путівник). Москва: Веселка, 1984.
- Твоєю мовою наповнена ця межа… (повість і есе). Кишинев: Література артистике, 1979 та 1987. — 340 с.
- Вічна мітка (повість, оповідання). Кишинів: Література артистике, 1982. — 287 с.
- Пушкін у Долні (Пушкін ла Долна — Pushkin in Dolna; путівник). Кишинів: Тімпул, 1989. — 115 с.
- Люблю світанок (вірші для середнього та старшого шкільного віку). Кишинів: Hyperion, 1990. — 63 с.
- Кармен — сестра Земфіри (новели). Кишинів: Hyperion, 1991. — 303 с.
- Єврейське щастя (записи для друзів). Бостон: Ермітаж (Hermitage Publishers), 2007.
- На ціпок (збірник обраних віршів та віршованих перекладів). Бостон: Ермітаж (Hermitage Publishers), 2008.
- Наш «Форвертс». Редактор-упорядник М. Хазін. Нью-Йорк: Ліберті, 2013 року.
- Костюжени і довкола (оповідання, нариси, спогади). Бостон: M-Graphics, 2015.